# Ranunculus degenii
Ranunculus degenii là một loài thực vật có hoa trong họ Mao lương. Loài này được Kümmerle & Jáv. miêu tả khoa học đầu tiên năm 1921.